# Thuần thục sinh dục
Thuần thục sinh dục hay trưởng thành sinh dục là khả năng của một sinh vật có khả năng sinh sản. Nó có thể được coi là đồng nghĩa với tuổi trưởng thành, nhưng, ở người, tuổi dậy thì bao gồm quá trình trưởng thành tình dục và trưởng thành dựa trên các định nghĩa văn hóa.
Hầu hết các sinh vật đa bào không thể sinh sản hữu tính khi mới sinh ra (hoặc nảy mầm), và tùy thuộc vào loài, có thể là vài ngày, vài tuần hoặc nhiều năm cho đến khi cơ thể chúng có thể làm như vậy. Ngoài ra, một số tín hiệu nhất định có thể khiến sinh vật trưởng thành về mặt sinh dục. Chúng có thể ở bên ngoài, chẳng hạn như hạn hán hoặc bên trong, chẳng hạn như tỷ lệ phần trăm mỡ cơ thể (những dấu hiệu bên trong như vậy không được nhầm lẫn với các hoocmon trực tiếp tạo ra sự trưởng thành sinh dục).
Sự trưởng thành về sinh dục được tạo ra bởi sự trưởng thành của các cơ quan sinh sản và sản xuất giao tử. Nó cũng có thể đi kèm với một sự tăng trưởng hoặc thay đổi vật lý khác để phân biệt sinh vật chưa trưởng thành với hình dạng trưởng thành của nó. Đây được gọi là đặc điểm giới tính thứ cấp, và thường đại diện cho sự gia tăng dị hình giới tính. Ví dụ, trước tuổi dậy thì, con người có ngực phẳng, nhưng con cái trưởng thành thường có bộ ngực lớn hơn con đực trưởng thành. Tuy nhiên, có những trường hợp ngoại lệ như béo phì và mất cân bằng hoocmon như nữ hóa tuyến vú (gynecomastia).
Sau khi đạt được sự trưởng thành về sinh dục, một số sinh vật có thể bị vô sinh, hoặc thậm chí thay đổi giới tính của chúng. Một số sinh vật là lưỡng tính và có thể hoặc không thể sinh con đẻ cái. Ngoài ra, trong khi ở nhiều sinh vật, sự trưởng thành sinh dục có liên quan chặt chẽ với tuổi tác, nhiều yếu tố khác có liên quan và một số có thể hiển thị hầu hết hoặc tất cả các đặc điểm của hình dạng trưởng thành mà không trưởng thành về mặt sinh dục. Ngược lại, cũng có thể hình thức "chưa trưởng thành" của một sinh vật lại có thể sinh sản. Điều này được gọi là tiền phát sinh dục / sinh sản ấu thể (progenesis hay paedogenesis), trong đó sự phát triển sinh dục xảy ra nhanh hơn so với sự phát triển sinh lý khác (ngược lại, thuật ngữ kéo dài nhi tính (neoteny) đề cập đến trường hợp khi sự phát triển phi sinh dục bị chậm lại - nhưng kết quả là giống nhau, việc duy trì các đặc điểm của trẻ vị thành niên ngay khi đã trưởng thành).